# Camelops

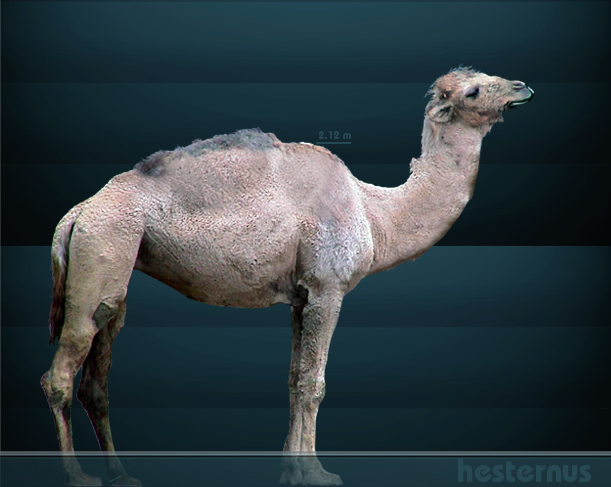
Lebend-Rekonstruktion von Camelops hesternus

 Camelops  (gr.: „Kamelgesicht“) ist eine Gattung großer Kamele, die im Eiszeitalter in Nordamerika lebte.

## Verbreitung
Die Gattung Camelops lebte vom späten Pliozän bis ins späteste Pleistozän in der Westhälfte Nordamerikas. Man kennt sechs verschiedene Arten, von denen aber möglicherweise nicht alle Gültigkeit haben. Die letzte lebende Camelops-Art war das Westkamel (C. hesternus), aus dem späten Pleistozän, das erst vor ca. 10.000 Jahren ausstarb. In Rancho La Brea in Kalifornien fand man etwa 40 Individuen dieser Tierart, die im Norden sogar bis zum Yukon River vorstieß. Neben Camelops lebten noch zwei weitere, etwas kleinere Kamelarten im späten Pleistozän in Nordamerika. Sie gehörten den Gattungen Palaeolama und Hemiauchenia an und starben etwa zur selben Zeit aus wie Camelops. Mit diesen drei Arten verschwanden die Kamele plötzlich aus Nordamerika, nachdem sie hier über Jahrmillionen den Hauptteil ihrer evolutionären Entwicklung durchgemacht hatten.

## Aussehen
Camelops erinnert im äußeren Erscheinungsbild an die Altweltkamele, speziell an das heutige Dromedar (Camelus dromedarius). Es hatte vermutlich ebenso einen Höcker in der Mitte des Rückens, allerdings fiel bei Camelops die Hinterpartie stärker ab und die Beine waren noch länger als bei der heutigen Art.

## Lebensweise
Camelops lebte in den trockeneren Landstrichen West-Nordamerikas und war anscheinend vor allem ein Grasfresser. Es wanderte offenbar zeitweise in großen Herden umher.

## Systematik
Camelops ist eine ausgestorbene Gattung innerhalb der Familie der Kamele (Camelidae). Aus anatomischer Sicht wurde es häufig als näher verwandt mit den Neuweltkamelen (Lamini) eingestuft. Paläogenetische Untersuchungen hingegen legen eine engere Beziehung zu den Altweltkamelen (Camelini) nahe. Unterstützt wird dies auch durch Analysen an fossilem Kollagen, wonach auch Paracamelus in das nähere Verwandtschaftsumfeld gehören könnte.

## Camelopsund Mensch
Einige Funde wie die von Burnet Cave und Jaguar Cave werden mit menschlichen Überresten in Verbindung gebracht. Die von Wally’s Beach, Canada, wurden vor etwa 13,3 tausend Jahren von Menschen verzehrt.